# 二式単座水上偵察機
二式単座水上偵察機（HD-26）
- 用途：偵察機
- 分類：水上機
- 設計者：ハインケル
- 製造者：愛知時計電機航空機部
- 運用者：大日本帝国海軍
- 初飛行：1926年
- 生産数：2機
- 運用状況：退役

二式単座水上偵察機（にしきたんざすいじょうていさつき）は、大日本帝国海軍の水上偵察機。設計はドイツのハインケル社が、製造は愛知時計電機航空機部（のちの愛知航空機）が行った。ハインケル社での社内名称は「HD-26」。

## 概要
ハインケル社と愛知の技術提携によって二式複座水上偵察機（HD-25）と共にドイツから輸入された機体で、後に主流となるカタパルト射出ではなく、艦艇上の滑走台から自力滑走によって発進する機体である。機体は木製骨組みに合板および羽布張りの、双フロートを持つ単座複葉機で、基本的には二式複座水偵の縮小型だった。ハインケル社では本機を水上戦闘機としていたが、日本海軍では水上偵察機として扱われている。
1926年（大正15年）に1機がハインケル社から輸入され、同年中に愛知によってもう1機が国内生産された。輸入機と国産機ではエンジンが異なり、輸入機はイスパノ・スイザ製水冷300馬力エンジンを、国産機はブリストル ジュピター6（最大520馬力）を装備していた。
二式単座水偵は戦艦「長門」や重巡洋艦「古鷹」、軽巡洋艦「長良」に艦載されたが、カタパルトの実用化によって試験運用のみに終わり、量産化はなされなかった。

## 諸元（輸入機）
- 全長：8.3 m
- 全幅：11.8 m
- 全高：3.6 m
- 主翼面積：37.8 m2
- 自重：1,146 kg
- 全備重量：1,526 kg
- エンジン：イスパノ・スイザ 水冷V型8気筒（公称300馬力） × 1
- 最大速度：183.4 km/h
- 実用上昇限度：7,200 m
- 航続時間：5時間
- 武装：7.7mm機銃 × 1
- 乗員：1名